# Calentado

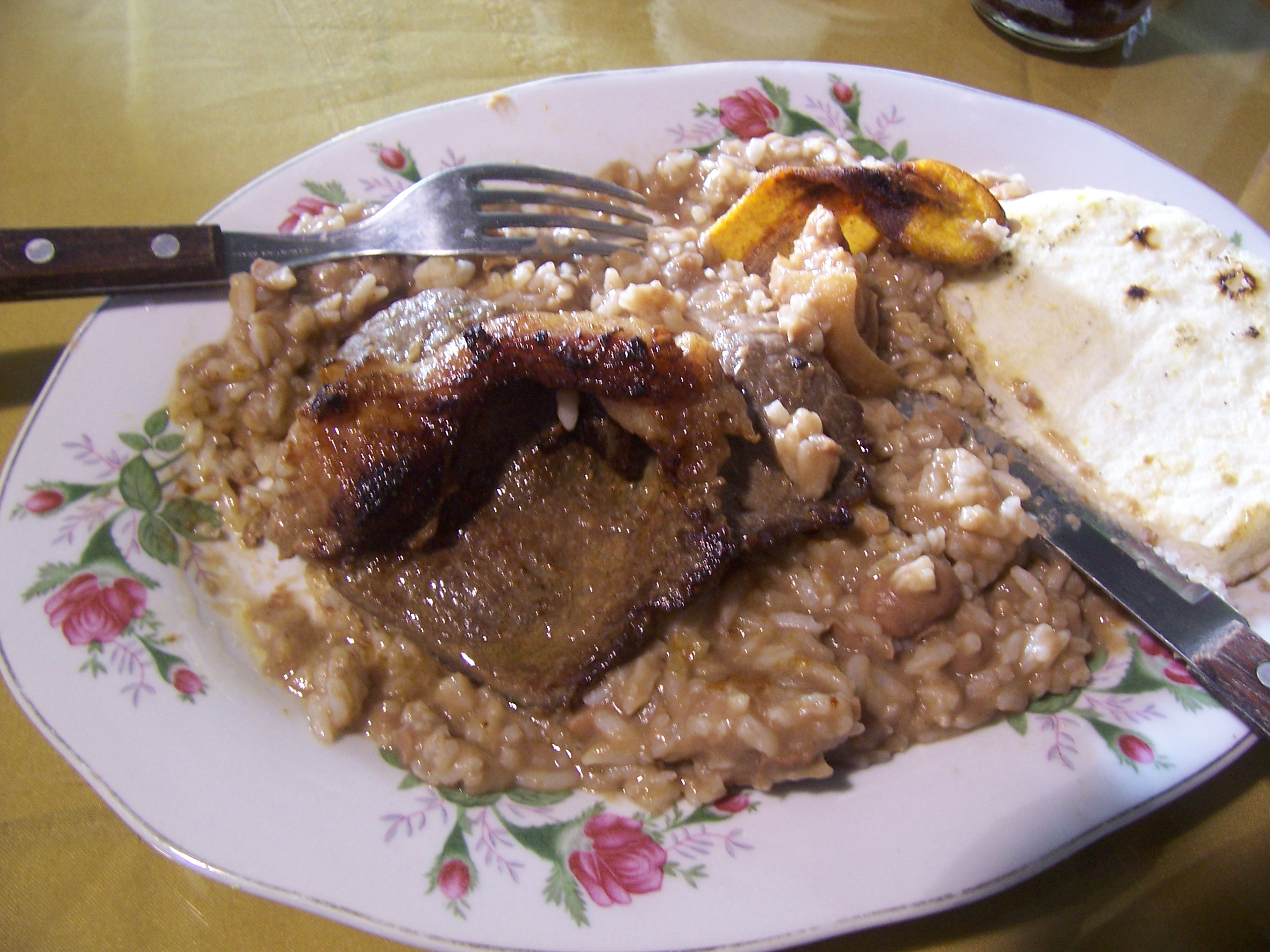
Calentado.

El recalentado es una comida hispanoamericana que se prepara con sobras de comidas que no se consumieron el día anterior, se refrigeraron o conservaron y se volvieron a alistar para su consumo el día siguiente. Generalmente se sirve al desayuno, acompañado de productos regionales como chocolate, agua de panela, arepa u hogao.

## Variantes regionales

### Colombia
El calentao es popular en toda Colombia, especialmente en la Región Paisa, el Caribe Colombiano y Bogotá.
Los arrieros de la región cafetera acostumbraban desayunar con calentao.
Su nombre procede de la acción de calentar o recalentar los restos, entre ellos fríjoles de la noche anterior. En Antioquia es común también la expresión fríjoles trasnochaos.

### Perú
El tacu-tacu es la versión peruana.

### Costa Rica y Nicaragua
El gallo pinto es la variante costarricense y nicaragüense.

### Venezuela
En el estado venezolano del Táchira, perteneciente a la región de los Andes, se acostumbra a mezclar y recalentar los sobrantes de comida (generalmente de los almuerzos), para luego ser consumidos en la cena, sirviendo como relleno o acompañante de las arepas.
Es posible que esta costumbre se haya arraigado en la población tachirense debido a su cercanía con la frontera colombiana, y por consiguiente, al constante intercambio cultural que ha existido.

### México
En México es comúnmente llamado Recalentado. Es usual que en el día de Navidad o el primero de Enero se caliente la comida sobrante de la cena del día anterior, con los familiares y amigos que no estuvieron presentes en la celebración.